# 광안해변로
광안해변로(廣安海邊路)는 부산광역시 수영구 민락동 수영2호교에서 광안동을 거쳐 남천동까지 이르는 총 연장 4.254km의 거리를 이루는 부산광역시도 노선이다. 그러나 이 도로는 광안해수욕장을 통과하고 있는 해안 인접 도로라는 명칭이 제정되었기 때문이다. 주요 연선 상으로 보면 삼익비치타운을 중간에 통과하게 되며 맑은 날에는 쓰시마섬(대마도)까지도 바라볼 수 있는 이점이 있다.

## 도로 정보
- 총 연장 : 4.254 km
- 도로폭 : 왕복 4차선 (약 20~30m)
- 기점 : 부산광역시 수영구 민락동 수영2호교
- 종점 : 부산광역시 수영구 남천1동 도시가스교차로

## 지리

### 통과하는 지자체
- 수영구
  - 민락동 - 광안동 - 남천2동 - 남천1동

### 주요 연선
- 옥련선원
- 수영만아이파크아파트
- 센텀비치푸르지오아파트
- 롯데캐슬자이언트아파트
- 민락공원
- 광안리해변테마거리
- 수영구청
- 삼익비치타운
- 부산지방해양수산청
- 메가마트 남천점